# ジョディ・ハーラー
ジョディ・ハーラー（Jodi Haller、1973年3月25日 - ）は、明治大学野球部に在籍した元大学野球選手（投手）。アメリカ合衆国ペンシルベニア州出身。

## 来歴・人物
6歳の時に父に教えられ2人の兄弟と野球を始めた。ペンシルベニア州のセント・ヴィンセント大学で野球部に所属。シッペンスバーグ大学に転校し、生物学の学位を取得し卒業。
1994年5月末に初来日。当初は明治大学3年編入を希望していたが英語での受験が認められず、一旦短大に進み2年後に4年制に入る計画に変更。週5回日本語学校に通い、翌1995年3月に明治大学短期大学経済学科に入学。3月20日に正式に部員登録され、東京六大学リーグ初の女性選手として話題を呼んだ（背番号は36）。
9月19日、秋季リーグ東京大学戦で初登板した。予告先発をされたこともあり注目を集めたが、1回2/3を投げて打者11人に5四死球、被安打0の無失点で途中降板した（試合は4-0で明治が勝利、捕手は野村克則であった）。登板はこの1試合のみで、同年11月に帰国した。野村は当時を振り返り、「来日時は球速120キロぐらい出るという噂で「すげえな」と思っていましたが、実際は100キロも出なかった。彼女が偉かったのは、我々と同じ練習メニューをこなしていたこと。「根性あるな」と思ったし、彼女も「女だから」と言われるのが嫌だったのだと思います。ただ、ベンチでりんごを食べて怒られていたのを覚えています」と語っている。『進め!電波少年』の企画で松村邦洋から1球勝負を挑まれたこともある。
その後、コロラド州立大学で神経解剖学と生理学の修士号と、生物医科学の博士号を取得。2019年4月3日放送の日本テレビ『衝撃のアノ人に会ってみた!』で取材を受け、医学博士をしている姿が紹介され、「忘れられないのが初登板の試合で良いピッチングができなかったのに拍手を送ってくれたこと」と語っている。
大学時代に使用したユニフォームやボールをアメリカ野球殿堂に寄贈している。